# Euconocephalus lineatipes
Euconocephalus lineatipes är en insektsart som först beskrevs av Bolívar, I. 1890.  Euconocephalus lineatipes ingår i släktet Euconocephalus och familjen vårtbitare. Inga underarter finns listade i Catalogue of Life.